# 규동

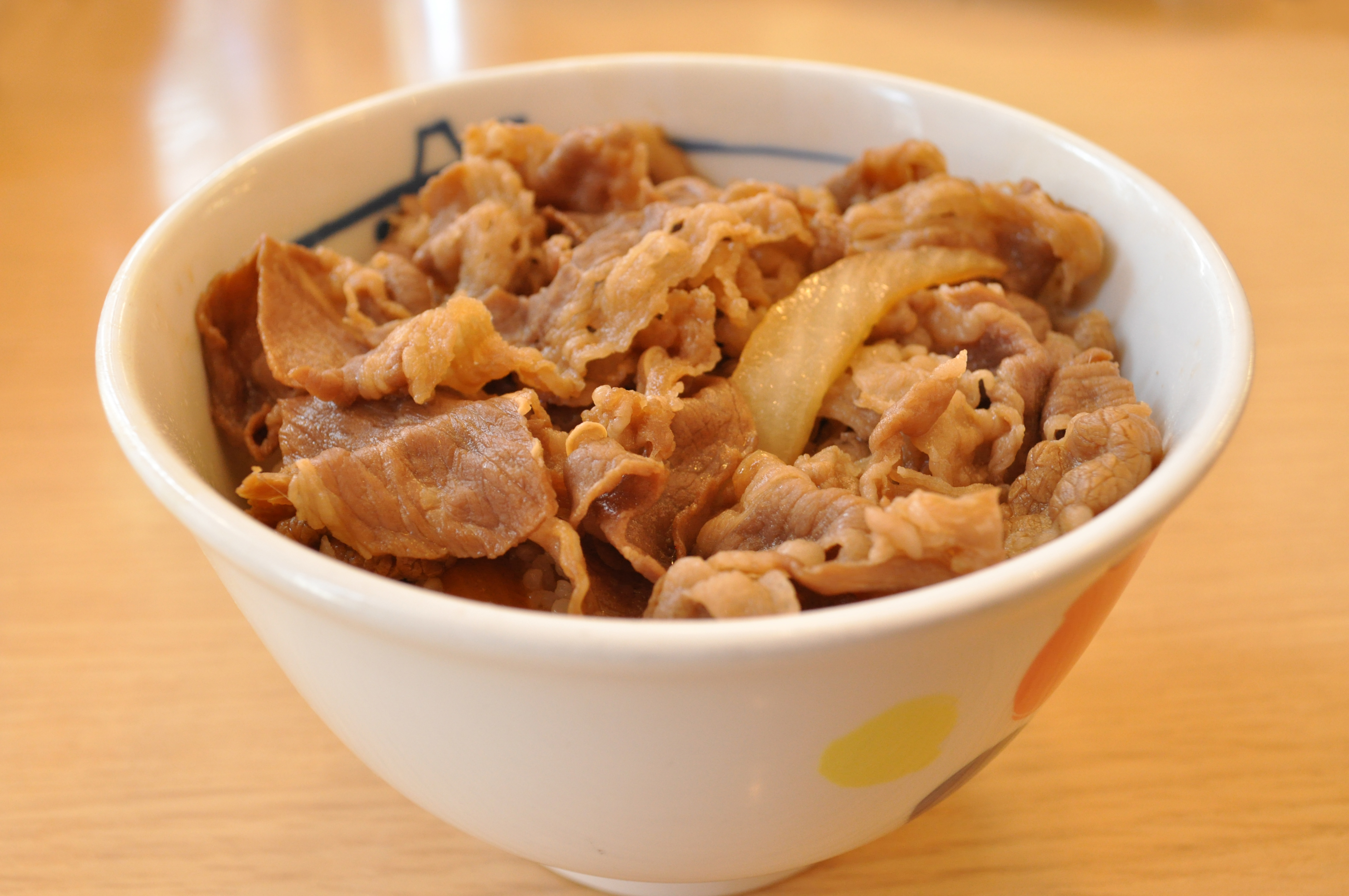
규동

규동(일본어: 牛丼) 또는 규메시(일본어: 牛飯)는 쇠고기에 양파와 함께 달게 끓인 재료를 그릇에 담은 밥위에 올려 먹는 일본의 덮밥 요리이다. 곁들이는 야채로는 붉은색 생강, 7가지맛의 고추가루, 날달걀 등을 기호에 따라서 넣는 경우도 많다.
메이지시대 서구문명의 도래로 쇠고기를 먹는 습관이 퍼진 뒤 대중에게 적합하게 고안되어 나온 규메시(牛めし, 쇠고기밥)가 규동의 원형이다. 1973년부터 요시노야(吉野家)가 패스트푸드의 하나로 프랜차이즈 사업을 시작하였고, 이어 마쓰야나 스키야 등 프랜차이즈들이 일본 내에 자리잡으며 일반화되었다.

## 같이 보기
- 돈부리
- 가쓰돈
- 오야코돈
- 부타돈